# 光州よ、永遠に
『光州よ、永遠に』（こうしゅうよ、えいえんに、ラテン語: Exemplum in Memoriam Gwangju）は、韓国の作曲家尹伊桑が1981年に光州事件の犠牲者追悼のために作曲した交響詩である。ショスタコーヴィッチやノーノ的な政治音楽の一種であり、当時は「新ベートーヴェン主義」といわれた強い意思が感じられる、尹の最大の傑作である。欧米では原題の「標本」が一般化していて、出版譜もそれに従っている。

## 概要
尹伊桑は、この曲を通して光州市民たちの恐怖心、愛する人を失った悲痛、民主主義の勝利を歌う喜びの3つの主題を写実主義を基にした抽象音楽で表現しようと考えた。3つめの主題は、尹が1945年8月15日に馬山市で直接目撃した民族解放の喜びを想いながら具現化したが、結果にあまり満足せず、まだ完成していない未完の作品でありたいと願った。
1981年5月8日にケルンで若杉弘指揮ケルン放送交響楽団により初演された。これに対し尹は、「カンタータ『わが国土、わが民族よ』とこの曲の初演は南韓で行うのが理想的であった。」と明言しながら惜しんだことがある。　
名作のベルリン・フィルハーモニー管弦楽団の100周年の際に作られた交響曲第1番に先立つ作品ではあるが、その啓示的な内容は明らかに先駆者の役を果たしている。

## 演奏時間
- 約22分

## 楽器編成
フルート3（1番はピッコロ持ち替え)、オーボエ3、クラリネット3、ファゴット3、ホルン4、トランペット4、トロンボーン3、チューバ、ティンパニ2人（すべてのサイズで計10個必用、打楽器奏者3人：①バック、大きなグエロ、トライアングル2、ラチェット、②鉄琴、懸垂シンバル5、大太鼓、マラカス2、バック、小太鼓、タンブリン、③トムトム5、バック、小太鼓、ラチェット、スレイベル、弦5部

## 構成
- 第1部：強烈な暴力的なリズムによる遅めの部分。
- 第2部：更に遅めの静かな苦痛な部分。
- 第3部：民衆の蜂起と開放への戦いを思わせる速く力強い部分。

## 録音
最初に発売された録音は、1982年にコジマ録音よりテープで発売された高橋悠治指揮東京シティ・フィルハーモニック管弦楽団による演奏である。しかし、1987年に日本のレコード会社カメラータ・トウキョウの録音製作スタッフが平壌で、金炳華指揮朝鮮国立交響楽団の演奏を録音したアルバムが、日本で本格的に紹介された最初のアルバムである。光州市立交響楽団は、ほぼ毎年5月に追悼音楽会などの特別公演を開催している。2005年に発売された尹伊桑10周年追悼盤に、1989年に金洪才指揮東京交響楽団の演奏のライブ録音が収録されている。その他、NHK・FMで放送されたシャルル・デュトワ指揮のモントリオール交響楽団の定期の演奏がある。